# 五百石町
五百石町（ごひゃっこくまち）は、かつて富山県中新川郡にあった町。
五百石の名称は文政年間金沢の人朽木兵左衛門が藩主の許しを得て数年にして開墾し、出來した五百石の地から由来すると伝えられている。

## 沿革
- 1889年（明治22年）4月1日 - 町村制の施行により、上新川郡松本開、前沢新村、野口新村、本郷島村、西芦原新村、大窪新村、手屋村、宮成新村及び貫田村の区域をもって、上新川郡五百石町が発足する。
- 1896年（明治29年）3月29日 - 郡制の施行のため、上新川郡の区域から分立して、中新川郡が発足により、中新川郡に所属となる。
- 1897年（明治30年）4月 - 町役場が松本開211番地へ移転。それまでは個人宅を転々としていた[2]。
- 1906年（明治39年）11月 - 町役場が旧五百石尋常小学校校舎へ移転[2]。
- 1912年（大正元年）- 五百石町 人口3,348人,戸数552戸 (米穀関係7軒,自転車関係4軒)[4]
- 1922年（大正11年）11月5日 - 前沢新村地内に新築の町役場庁舎が落成し、移転[2]。
- 1942年（昭和17年）6月8日 - 中新川郡五百石町、大森村、下段村及び高野村が合併して、中新川郡雄山町(人口9,173人)が発足する[5]。町役場は雄山町役場に引き継がれた[6]。

## 通運
五百石町(現:立山町)発展に関係のある鉄道交通,通信情報
- 1913年（明治34年）- 越中國 五百石郵便局から五百石郵便電信局となる[7]
- 1913年（大正2年）2月2日 - 五百石郵便局で電話交換業務開始[8]
- 1913年（大正2年）6月27日 - 立山輕便鐵道 滑川-五百石間 営業開始[9](現在の富山地方鉄道線とは路線ルートが異なる）
- 1931年（昭和6年）8月15日 - 富山電氣鐵道 富山田地方駅-上市仮駅,寺田-五百石間営業開始[10]

- 1932年（昭和7年）6月1日 - 富山電氣鐵道 富山-寺田貨物運輸営業開始[11]
- 1932年（昭和7年）12月20日 - 富山電氣鐵道(旧立山輕便鐵道) 上市口-五百石貨物停車場(旧五百石駅)運輸営業廃止[12]

[参考文献：官報 国立国会図書館デジタルコレクション]　

## 学校
- 五百石女子補習學校
- 五百石實業補習學校
- 五百石尋常高等小學校

[参考文献：全国学校名鑑 大正15年版 頁822,823 国立国会図書館デジタルコレクション]　

## 歴代町長
出典→
1. 在原大進（1889年8月 - 1892年9月30日）
2. 松倉大平（1893年6月5日 - 1895年3月）
3. 黑田義秀（1895年7月2日 - 1896年9月1日）
4. 藤木源作（1896年9月11日 - 1900年9月10日）
5. 藤木源作（1900年9月22日 - 1903年3月27日）
6. 酒井義一郎（1903年5月4日 - 1906年7月12日）
7. 石原拓（1906年7月12日 - 1906年7月21日）
8. 黑田義勇（1906年7月18日 - 1910年7月17日）
9. 黑田義勇（1910年7月18日 - 1914年7月17日）
10. 黑田義勇（1914年7月18日 - 1918年7月17日）
11. 黑田義勇（1918年7月18日 - 1922年7月17日）
12. 黑田義勇（1922年7月20日 - 1926年7月19日）
13. 黑田義勇（1926年7月20日 - 1930年7月19日）
14. 黑田義勇（1930年7月23日 - 1934年7月22日）
15. 黑田義勇（1934年7月23日 - 1938年7月22日）
16. 斎藤幸太郎（1938年7月31日 - 1939年10月17日）
17. 金木次一郎（1939年12月5日 - 1940年6月28日）
18. 塚原正一（1940年9月5日 - 1942年6月7日）